# 1周回って知らない話
『1周回って知らない話』（いっしゅうまわってしらないはなし）は、日本テレビ系列で不定期に放送されているトークバラエティ番組。
2016年9月7日から2019年3月6日まで毎週水曜日19:00 - 19:56にレギュラー放送され、 レギュラー開始前には、2014年から特別番組として5度放送され、レギュラー放送終了後も、不定期特番として水曜日に放送されている。
なお、レギュラー開始前の2016年9月3日には土曜日13:30 - 15:00（『土曜特番』枠）で『傑作選』を放送している。

## 概要
芸能界やテレビ業界の、当たり前すぎて今さら誰も教えてくれない話を「1周回って知らない話」として紹介するトーク番組である。第3回放送分でゴールデンタイム進出を果たした。
ゲストのタレント（「1周回ったゲスト」）をスタジオに招き、すでにテレビでは当たり前になりすぎたために今さら誰にも聞けず、今どきの若い視聴者が知らない疑問を直接本人に尋ねて確かめる。芸歴が長い中堅以上の芸能人が「1周回った芸能人代表」、若い世代の芸能人が「今どきの芸能人代表」として出演する。
2019年4月3日から同枠で『衝撃のアノ人に会ってみた!』が編成されることになり、当番組は2019年3月6日を以て新聞ラテ欄やネット局の番組表・EPGなどに最終回マークが付されることなく、レギュラー放送を終了した。以降は再び特別番組として放送に復し、レギュラー終了後の特番初回は2019年4月24日19時 - 20時54分に放送した。

## 出演者
司会
- 東野幸治

アシスタント
- 川田裕美（第2回特別番組から）

今どきの芸能人代表
- 岡田結実（レギュラーメンバー）　- レギュラー放送より出演
- 加藤諒

1周回った芸能人代表→1周回ったひな壇ゲスト（出演回数最多の人）
- 島崎和歌子
- 山田美保子

語り
- 湯浅真由美  (2代目)

### 過去の出演者
- 豊田順子（日本テレビアナウンサー） - 進行役として第1回特別番組に出演。
- 高畑裕太 - 今どきの芸能人代表のレギュラー出演者として初回・第2回の収録に出演したが[7]、収録後の自身の不祥事により降板となった[注 2]。
- 町田浩徳  (日本テレビアナウンサー)  -初代語り

## 放送リスト

### 特番時代（レギュラー終了後を含む）
5回目まではパイロット版、6回目以降は復活特番として不定期放送。
| 回 | 放送日         | 放送時間      | ゲスト | 備考                                   |
| -- | -------------- | ------------- | --- | -------------------------------------- |
| 1  | 2014年12月28日 | 13:15 - 14:15 | 和田アキ子、川合俊一、デーブ・スペクター、勝俣州和、山田美保子、舟山久美子、上遠野太洸、黒柳徹子、おぎやはぎ、さかなクン | 「サンバリュ」枠で放送。               |
| 2  | 2015年4月25日  | 13:30 - 15:30 | 柳沢慎吾、千秋、山田美保子、菊地亜美、神田正輝、石原良純、舘ひろし、マイケル富岡、DJ KOO、美川憲一、コロッケ、石川浩司、あぢゃ、矢追純一、デヴィ・スカルノ | 「土曜特番」枠で放送。                 |
| 3  | 2015年9月23日  | 19:00 - 20:54 | 萩本欽一、中村玉緒、大友康平、高橋ジョージ、ダイアモンド☆ユカイ、藤田ニコル、佐藤栞里、柳沢慎吾、東貴博、島崎和歌子、山田美保子、カイヤ、彦摩呂、神田うの、加藤茶、車だん吉、野々村真、別所哲也、嶋大輔、小沢仁志 |                                        |
| 4  | 2016年2月3日   | 19:00 - 20:54 | テリー伊藤、陣内貴美子、高畑裕太、滝沢カレン、山田美保子、石原良純、出川哲朗、久本雅美、森公美子、YOU、舘ひろし、柴田恭兵、浅野温子、仲村トオル、舞の海秀平、武田修宏、大林素子、草野仁、黒柳徹子、パパイヤ鈴木、林家ペー･パー子 ほか |                                        |
| 5  | 2016年6月8日   | 19:00 - 20:54 | 天童よしみ、杉村太蔵、ビビる大木、りゅうちぇる、高畑裕太、椿鬼奴、ドン小西、蛭子能収、岡井千聖、中尾彬、池波志乃、梅宮辰夫・クラウディア、笑福亭鶴瓶、加藤和也、テリー伊藤ほか |                                        |
| 6  | 2019年4月24日  | 19:00 - 20:54 | 高嶋ちさ子、滝沢カレン、江戸川コナン、山崎育三郎、河北麻友子、緒方賢一、小山力也、黒柳徹子、芳村真理、山田邦子、岡田結実、菊地亜美、杉野遥亮、髙橋ひかる、濵田崇裕（ジャニーズWEST）、牧野美鈴（原駅ステージA）、山崎弘也（アンタッチャブル）、山田美保子 |                                        |
| 7  | 2019年8月21日  | 19:56 - 21:54 | 櫻井翔（嵐）、コシノジュンコ、羽鳥慎一、福原愛、星野源、岡田結実、菊地亜美、西村知美、はるな愛、ファーストサマーウイカ（BILLIE IDLE®）、ゆきぽよ、山崎弘也（アンタッチャブル）、山田美保子 |                                        |
| 8  | 2019年12月18日 | 19:00 - 21:54 | 高嶋ちさ子、浅田真央、岡田結実、カイ（超特急）、SHELLY、山崎弘也（アンタッチャブル）、山田美保子 |                                        |
| 9  | 2020年4月15日  | 19:56 - 21:54 | 所ジョージ、篠原涼子、藤井貴彦、森圭介、佐藤義朗、辻岡義堂、尾崎里紗、滝菜月、篠原光、菊地亜美、佐藤栞里、SHELLY、柴田英嗣（アンタッチャブル）、末吉9太郎（CUBERS）、須田亜香里（SKE48）、高橋ひかる、高橋文哉、山田美保子 |                                        |
| 10 | 2020年7月29日  | 19:00 - 20:54 | ウエンツ瑛士、賀来賢人、関根麻里、辻希美、本田朋子、岡田結実、黒羽麻璃央、滝沢カレン、めるる、ファーストサマーウイカ、小峠英二（バイきんぐ）、SHELLY、山田美保子 |                                        |
| 11 | 2021年1月6日   | 19:00 - 22:54 | 高嶋ちさ子、菅野美穂、東山紀之、岡田結実、河合郁人、SHELLY、柴田英嗣、滝沢カレン、野々村友紀子、ファーストサマーウイカ、山之内すず、山田美保子、岸優太（King & Prince）、亀梨和也（KAT-TUN）、佐藤龍我（美 少年）、那須雄登（美 少年）、作間龍斗（HiHi Jets）、猪狩蒼弥（Snow Man）、橋本良亮（A.B.C-Z） | 「今夜くらべてみました」との合体放送。 |
| 12 | 2021年5月5日   | 19:00 - 21:54 | 杉山佳寿子、山口勝平、梶裕貴、山根綺、田村淳（ロンドンブーツ1号2号）、後藤輝基（フットボールアワー）、オカリナ（おかずクラブ）、アインシュタイン（稲田直樹・河井ゆずる）、高嶋ちさ子、岡田結実、朝日奈央、みちょぱ、SHELLY、柴田英嗣（アンタッチャブル）、野々村友紀子、リョウガ（超特急）、チョコレートプラネット、フルーツポンチ、ハイキングウォーキング、Everybody、菊地亜美、小森隼（GENERATIONS from EXILE TRIBE） | 「今夜くらべてみました」との合体放送。 |
| 13 | 2021年10月6日  | 19:00 - 22:00 | チョコレートプラネット、川原瑛都、番家一路、番家天嵩、毎田暖乃、村山輝星、高嶋ちさ子、岡田結実、井上咲楽、SHELLY、柴田英嗣、鈴木伸之、滝沢カレン、山田美保子 | 「今夜くらべてみました」との合体放送。 |
| 14 | 2022年1月5日   | 19:00 - 22:54 | 高嶋ちさ子、杏、岡田結実、オダウエダ、茅島みずき、河合郁人、SHELLY、柴田秀嗣、鈴木福、滝沢カレン、山田美保子、吉田あかり | 「今夜くらべてみました」との合体放送。 |
| 15 | 2022年5月4日   | 19:00 - 20:54 | 広末涼子、長澤まさみ、高嶋ちさ子、岡田結実、SHELLY、陣内智則、鈴木伸之、高橋文哉、生見愛瑠、山田美保子 |                                        |
| 16 | 2022年10月5日  | 19:00 - 21:54 | 岡田結実、SHELLY、柴田英嗣、滝沢カレン、田﨑さくら、奈緒、渡辺大知、山田美保子 |                                        |
| 17 | 2023年1月4日   | 19:00 - 21:00 | 岡田結実、加藤綾菜、柴田英嗣、七五三掛しめかけ龍也（Travis Japan）、滝沢カレン、美緒、山田美保子 |                                        |
| 18 | 2023年5月10日  | 19:00 - 21:00 | 岡田結実、上田まりえ、コットン、SHELLY、柴田英嗣、髙橋優斗（HiHi Jets）、山田美保子 |                                        |
| 19 | 2023年10月25日 | 19:00 - 21:00 | 黒柳徹子、神田愛花、斉藤由貴、田原俊彦、沖田愛加、国本梨紗、駒木根葵汰、SHELLY、柴田英嗣（アンタッチャブル）、せいや（霜降り明星）、滝沢カレン、山田美保子 |                                        |
| 20 | 2023年12月20日 | 19:00 - 21:54 | アインシュタイン、井上咲楽、井上祐貴、岡田結実、SHELLY、重盛さと美、モグライダー、山田美保子 |                                        |
| 21 | 2024年5月29日  | 19:00 - 21:00 | 岡田結実、稲田直樹（アインシュタイン）、浮所飛貴（美 少年）、片寄涼太（GENERATIONS from EXILE TRIBE）、SHELLY、柴田英嗣（アンタッチャブル）、田﨑さくら、滝沢カレン、山田美保子 |                                        |
| 22 | 2024年10月23日 | 19:00 - 21:00 | 岡田結実、アインシュタイン、浮所飛貴（美 少年）、SHELLY、柴田英嗣（アンタッチャブル）、藤本美貴、ゆうちゃみ、山田美保子 |                                        |
| 23 | 2024年12月18日 | 19:00 - 21:54 | 高嶋ちさ子、野呂佳代、アインシュタイン、浮所飛貴（美 少年）、沖田愛加、SHELLY、柴田英嗣(アンタッチャブル)、滝沢カレン、藤江萌、森田哲矢(さらば青春の光)、山田美保子、山本舞香、横澤夏子 |                                        |
| 24 | 2025年7月2日   | 19:00 - 21:00 | 佐々木希、藤本美貴、高嶋ちさ子、岡田結実、安斉星来、浮所飛貴（ACEes）、SHELLY、柴田英嗣（アンタッチャブル）、マヂカルラブリー、山田美保子 |                                        |

### レギュラー時代

#### 2016年
| 2016年                                                                                | 2016年   | 2016年 | 2016年                                 |
| 回                                                                                    | 放送日   | ゲスト | 備考                                   |
| ------------------------------------------------------------------------------------- | -------- | --- | -------------------------------------- |
| 1                                                                                     | 9月7日   | 今どきの芸能人代表 岡田結実、藤田ニコル、秋元真夏、岡副麻希、ぺえ 1周回った芸能人代表 大久保佳代子（オアシズ）、森口博子、陣内智則、島崎和歌子、山田美保子 1周回ったゲスト（スペシャルゲスト） 宮根誠司、今田耕司、澤穂希、辻上裕章 | ※初回2時間スペシャル （19:00 - 20:54） |
| 2                                                                                     | 9月14日  | 今どきの芸能人代表 藤田ニコル、ぺえ 1周回った芸能人代表 大久保佳代子（オアシズ） 1周回ったゲスト（スペシャルゲスト） 春風亭昇太 |                                        |
| （9月21日は『1億人の大質問!?笑ってコラえて! 2時間SP』〈19:00 - 20:54〉のため休止。）  |          | |                                        |
| 3                                                                                     | 9月28日  | 今どきの芸能人代表 岡田結実、池田美優、加藤諒 1周回った芸能人代表 柳沢慎吾、山田美保子 1周回ったゲスト（スペシャルゲスト） 武井壮、小堺一機、関根勤、大地真央 VTRゲスト LiLiCo、モト冬樹、デーブ・スペクター                        | ※2時間スペシャル （19:00 - 20:54）     |
| （10月5日・12日は改編期特番のため休止。）                                             |          | |                                        |
| 4                                                                                     | 10月19日 | 今どきの芸能人代表 岡田結実、小園凌央、りゅうちぇる 1周回った芸能人代表 はるな愛、山田美保子 1周回ったゲスト（スペシャルゲスト） 爆笑問題                                                                                           |                                        |
| 5                                                                                     | 10月26日 | 今どきの芸能人代表 岡田結実、小園凌央、りゅうちぇる 1周回った芸能人代表 堀ちえみ、山田美保子 1周回ったゲスト（スペシャルゲスト） 博多大吉（博多華丸・大吉）、吉田沙保里                                                             |                                        |
| 6                                                                                     | 11月2日  | 今どきの芸能人代表 岡田結実、加藤諒、ダレノガレ明美 1周回ったひな壇ゲスト 島崎和歌子、山田美保子 1周回ったゲスト（スペシャルゲスト） 梅沢富美男、森泉                                                                               |                                        |
| （11月9日は『ダイエット・ヴィレッジ』〈19:00 - 21:54〉のため休止。）                  |          | |                                        |
| 7                                                                                     | 11月16日 | 今どきの芸能人代表 岡田結実、加藤諒、ダレノガレ明美 1周回ったひな壇ゲスト 島崎和歌子、山田美保子 1周回ったゲスト（スペシャルゲスト） 浜口京子、哀川翔                                                                               |                                        |
| 8                                                                                     | 11月23日 | 今どきの芸能人代表 岡田結実、大関れいか、加藤諒、ハリー杉山 1周回ったひな壇ゲスト 友近、森口博子、山田美保子 1周回ったゲスト（スペシャルゲスト） 泉ピン子、水卜麻美（日本テレビアナウンサー）、長嶋一茂                             | ※2時間スペシャル （19:00 - 20:54）     |
| （11月30日は『1億人の大質問!?笑ってコラえて! 2時間SP』〈19:00 - 20:54〉のため休止。） |          | |                                        |
| 9                                                                                     | 12月7日  | 今どきの芸能人代表 岡田結実、加藤諒、菊地亜美、藤田ニコル 1周回ったひな壇ゲスト 勝俣州和、島崎和歌子、山田美保子 1周回ったゲスト(スペシャルゲスト) 谷亮子、ホンジャマカ、ヒロミ VTRのみ出演 石原さとみ、平野ノラ                    | ※3時間スペシャル （19:00 - 21:54）     |
| （12月14日・21日・28日は年末特番のため休止。）                                        |          | |                                        |

#### 2017年
| 2017年 | 2017年   | 2017年 | 2017年                             |
| 回 | 放送日   | ゲスト | 備考                               |
| --- | -------- | --- | ---------------------------------- |
| （1月4日・11日は年始特番のため休止。） |          | |                                    |
| 10 | 1月18日  | 1周回ったひな壇ゲスト 岡田結実、三瓶、水卜麻美（日本テレビアナウンサー） 1周回ったゲスト（スペシャルゲスト） 長友佑都、平愛梨 |                                    |
| 11 | 1月25日  | 今どきの芸能人代表 岡田結実、岡井千聖（℃-ute）、ぺえ、りゅうちぇる 1周回ったひな壇ゲスト 勝俣州和、清水ミチコ、山田美保子 1周回ったゲスト（スペシャルゲスト） 黒柳徹子、徳光和夫、福澤朗、羽鳥慎一 | ※2時間スペシャル （19:00 - 20:54） |
| 12 | 2月1日   | 今どきの芸能人代表 岡田結実、岡井千聖（℃-ute）、加藤諒、菊地亜美、本田望結、ぺえ、りゅうちぇる 1周回ったひな壇ゲスト 島崎和歌子、山田美保子 1周回ったゲスト（スペシャルゲスト） アンジャッシュ VTRゲスト 柴田英嗣（アンタッチャブル） |                                    |
| （2月8日は『1億人の大質問!?笑ってコラえて! 2時間SP』〈19:00 - 20:54〉のため休止。） |          | |                                    |
| 13 | 2月15日  | 今どきの芸能人代表 岡田結実、大川藍、きらりんぼハリー、滝沢カレン、りゅうちぇる 1周回ったひな壇ゲスト 熊田曜子、陣内智則、山田美保子 1周回ったゲスト（スペシャルゲスト） 坂上忍、ローラ、ピース | ※2時間スペシャル （19:00 - 20:54） |
| 14 | 2月22日  | 今どきの芸能人代表 岡田結実、菊地亜美、紅蘭、佐藤栞里 1周回ったひな壇ゲスト 森口博子、山田美保子 1周回ったゲスト（スペシャルゲスト） 石田純一、東尾理子 VTRゲスト 氷川きよし、滝沢カレン、小園凌央、池田美優、團遥香 |                                    |
| 15 | 3月1日   | 今どきの芸能人代表 岡田結実、佐藤栞里、本田望結、加藤諒、是永瞳 1周回ったひな壇ゲスト 島崎和歌子、山田美保子 VTRゲスト 所ジョージ、中尾彬、Mr.マリック、マギー司郎、武井壮 ※『1億人の大質問!?笑ってコラえて!』の初のコラボ企画をやった。 1周回ったものまね業界 コロッケ |                                    |
| （3月8日は『笑ってコラえて!ひな祭りSP』〈19:00 - 20:54〉のため休止。） （3月15日は『「悪い奴らは許さない!」直撃!怒りの告発スペシャル』〈19:00 - 21:54〉のため休止。）                                                                           |          | |                                    |
| 16 | 3月22日  | 今どきの芸能人代表 岡田結実、加藤諒、平祐奈、中川大志、ラブリ 1周回ったひな壇ゲスト 島崎和歌子、山田美保子 1周回ったゲスト（スペシャルゲスト） 鈴木おさむ、大島美幸（森三中） VTRゲスト 木下ほうか、山村紅葉、ジミー大西 | ※2時間スペシャル 〈19:00 - 20:54〉 |
| （3月29日は『忍24時』〈19:00 - 20:54〉のため休止。） |          | |                                    |
| 17 | 4月5日   | 今どきの芸能人代表 岡田結実、大石絵理、加藤諒、坂口涼太郎、谷まりあ 1周回ったひな壇ゲスト ビビる大木、山田美保子 VTRゲスト 朝比奈彩、滝沢カレン、りゅうちぇる 1周回ったゲスト（スペシャルゲスト） ぺこ、りゅうちぇる、鈴木福 | ※2時間スペシャル （19:00 - 21:00） |
| （4月12日は『1億人の大質問!?笑ってコラえて! 3時間SP』〈19:00 - 21:54〉のため休止。） |          | |                                    |
| 18 | 4月19日  | 今どきの芸能人代表 岡田結実、加藤諒、Matt、指原莉乃 1周回ったひな壇ゲスト カンニング竹山、YOU、山田美保子 1周回ったゲスト（スペシャルゲスト） フットボールアワー VTRゲスト マギー、ロバート・キャンベル |                                    |
| 19 | 4月26日  | 今どきの芸能人代表 岡田結実、大石絵理、加藤諒、坂口涼太郎、谷まりあ、Matt 1周回ったひな壇ゲスト カンニング竹山、ビビる大木、YOU、山田美保子 1周回ったゲスト（スペシャルゲスト） いとうあさこ、南海キャンディーズ |                                    |
| （5月3日は『1億人の大質問!?笑ってコラえて! 2時間SP』〈19:00 - 20:54〉のため休止。） |          | |                                    |
| 20 | 5月10日  | 今どきの芸能人代表 岡田結実、加藤諒、佐藤エリ、藤田ニコル 1周回ったひな壇ゲスト 柴田理恵、山田美保子 1周回ったゲスト（スペシャルゲスト） 郷ひろみ |                                    |
| （5月17日は『プロ野球中継2017「巨人×ヤクルト」』〈19:00 - 20:54〉のため休止。） |          | |                                    |
| 21 | 5月24日  | 今どきの芸能人代表 岡田結実、伊藤萌々香（フェアリーズ）、ベック、矢島愛弥 1周回ったひな壇ゲスト 梅沢富美男、山田美保子 1周回ったゲスト（スペシャルゲスト） 笑福亭鶴瓶、船越英一郎、山村紅葉 1周回ったツアー 歌舞伎業界（ゲスト：中村芝翫、中村橋之助、中村福之助、中村歌之助） |                                    |
| （5月31日は『笑ってコラえて!夏先取りSP』〈19:00 - 20:54〉のため休止。） （6月7日は『サッカー・キリンチャレンジカップ2017 日本代表×シリア代表』〈19:20 - 21:24、19:00 - 19:20に『まもなく!キリンチャレンジカップ2017』も別途放送〉のため休止。） |          | |                                    |
| 22 | 6月14日  | 今どきの芸能人代表 岡田結実、伊藤萌々香（フェアリーズ）、入矢麻衣、河合郁人（A.B.C-Z）、須田亜香里（SKE48） 1周回ったひな壇ゲスト 梅沢富美男、島崎和歌子、山田美保子 1周回ったゲスト（スペシャルゲスト） 滝沢秀明、THE ALFEE |                                    |
| 23 | 6月21日  | 今どきの芸能人代表 岡田結実、岡副麻希、河合郁人（A.B.C-Z）、滝沢カレン、りゅうちぇる 1周回ったひな壇ゲスト 井森美幸、島崎和歌子、山田美保子 1周回ったゲスト（スペシャルゲスト） ギャル曽根 1周回って大活躍 ふなっしー、テツandトモ |                                    |
| （6月28日は『1億人の大質問!?笑ってコラえて! 2時間SP』〈19:00 - 20:54〉のため休止。） |          | |                                    |
| 24 | 7月5日   | 今どきの芸能人代表 岡田結実、加藤諒、北村匠海（DISH//）、久志本眞子、ぺえ、吉本実憂 1周回ったひな壇ゲスト 井森美幸、梅沢富美男、山田美保子 1周回ったゲスト（スペシャルゲスト） 滝沢カレン、藤田ニコル、朝日山親方、立田川親方、友綱親方、二子山親方、西岩親方 1周回ったツアー 将棋編（加藤一二三、杉本昌隆、増田康宏）                                                              | ※2時間スペシャル （19:00 - 20:54） |
| （7月12日は『1億人の大質問!?笑ってコラえて!7月号』〈19:00 - 21:54〉のため休止。） |          | |                                    |
| 25 | 7月19日  | 今どきの芸能人代表 岡田結実、IMALU、北村匠海（DISH//）、滝沢カレン、浜辺美波、りゅうちぇる 1周回ったひな壇ゲスト 井森美幸、礼二（中川家）、山田美保子 1周回ったゲスト（スペシャルゲスト） トレンディエンジェル （以下は1周回った外国人ゲスト） アグネス・チャン、ダイアナ・ガーネット、デーブ・スペクター、パトリック・ハーラン、ボビー・オロゴン、マルシア、モーリー・ロバートソン |                                    |
| （7月26日は『眠れる森の美術館撮影禁止のその先へ…総額15億超え!世界最高級美術品が集結』〈19:00 - 20:54〉のため休止。） （8月2日は『笑ってコラえて!ダーツボンバイエSP』〈19:00 - 20:54〉のため休止。）                                             |          | |                                    |
| 26 | 8月9日   | 今どきの芸能人代表 岡田結実、伊東紗冶子、加藤諒、鈴木伸之 1周回ったひな壇ゲスト 虻川美穂子、井森美幸、山田美保子 1周回ったゲスト（スペシャルゲスト） 木下優樹菜 VTRゲスト あやまん監督、芋洗坂係長、ダンディ坂野 |                                    |
| 27 | 8月16日  | 今どきの芸能人代表 岡田結実、伊藤萌々香（フェアリーズ）、加藤諒 1周回ったひな壇ゲスト 柴田理恵、山田美保子 1周回って知らない24時間テレビ（スペシャルゲスト） 小山慶一郎（NEWS）、徳光和夫、羽鳥慎一、水卜麻美（日本テレビアナウンサー）、坂本雄次 |                                    |
| （8月23日 - 9月20日は改編期特番のため休止。） |          | |                                    |
| 28 | 9月27日  | 今どきの芸能人代表 岡田結実、岡井千聖、加藤諒、滝沢カレン、ユーキ（超特急） 1周回ったひな壇ゲスト 東貴博、渡部建、山田美保子 1周回ったゲスト（スペシャルゲスト） 黒柳徹子 VTRゲスト 阿部祐二、阿部桃子、亀梨和也（KAT-TUN） | ※2時間スペシャル （19:00 - 20:54） |
| 29 | 10月4日  | 今どきの芸能人代表 岡田結実、アイリ、井上咲楽、岡井千聖、岡田紗佳、藤田ニコル、ユーキ（超特急） 1周回ったひな壇ゲスト 東貴博、柴田理恵、はなわ、山田美保子 1周回ったゲスト（スペシャルゲスト） 平野レミ、行列弁護士軍団（北村晴男、菊地幸夫、本村健太郎） 1周回ったツアー 相撲界（ゲスト：久志本眞子、ぺえ、藤井恒久〈日本テレビアナウンサー〉）                                    | ※2時間スペシャル （19:00 - 20:54） |
| （10月11日は『1億人の大質問!?笑ってコラえて!秋祭りSP』〈19:00 - 21:54〉のため休止。） |          | |                                    |
| 30 | 10月18日 | 今どきの芸能人代表 岡田結実、大石絵理、阿部桃子、河合郁人（A.B.C-Z）、菊地亜美 1周回ったひな壇ゲスト 勝俣州和、椿鬼奴、はなわ、ビビる大木、山田美保子 1周回ったゲスト（スペシャルゲスト） 高嶋ちさ子、和田アキ子、オアシズ VTRゲスト 山﨑賢人、ムロツヨシ、賀来賢人 | ※2時間スペシャル （19:00 - 21:00） |
| 31 | 10月25日 | 今どきの芸能人代表 岡田結実、河合郁人（A.B.C-Z）、菊地亜美、紅蘭、鈴木美羽 1周回ったひな壇ゲスト ビビる大木、山田美保子、山村紅葉 1周回ったゲスト（スペシャルゲスト） 小倉優子 VTRゲスト 阿部祐二、阿部桃子 |                                    |
| 32 | 11月1日  | 今どきの芸能人代表 岡田結実、紅蘭、鈴木美羽 1周回ったひな壇ゲスト 山村紅葉、山田美保子 1周回ったゲスト（スペシャルゲスト） 榊原郁恵、松本伊代、渡辺美奈代 |                                    |
| 33 | 11月8日  | 今どきの芸能人代表 岡田結実、岡井千聖、片岡安祐美、加藤諒 1周回ったひな壇ゲスト 伊集院光、磯山さやか、山田美保子 1周回ったゲスト（スペシャルゲスト） 又吉直樹（ピース）、山本浩二、中畑清、水野雄仁、里崎智也 |                                    |
| （11月15日は『ベストヒット歌謡祭2017』〈読売テレビ制作、19:00 - 20:54〉のため休止。） （11月22日は『1億人の大質問!?笑ってコラえて!浮かれたオヤジ祭SP』〈19:00 - 21:54〉のため休止。）                                                           |          | |                                    |
| 34 | 11月29日 | 今どきの芸能人代表 岡田結実、井上咲楽、河合郁人（A.B.C-Z）、佐藤大樹（EXILE/FANTASTICS）、林田真尋（フェアリーズ）、柳ゆり菜 1周回ったひな壇ゲスト 井森美幸、ビビる大木、新妻聖子、山田美保子 1周回ったゲスト（スペシャルゲスト） 綾小路きみまろ、市村正親、尼神インター、ハイヒール、バービー、平野ノラ、にゃんこスター、だいたひかる、鳥居みゆき                                  | ※2時間スペシャル （19:00 - 20:54） |
| （12月6日は『グッときた名場面2017人気番組のとっておき映像を大放出!』〈19:00 - 21:54〉のため休止） |          | |                                    |
| 35 | 12月13日 | 今どきの芸能人代表 岡田結実、IMALU、入矢麻衣、矢島愛弥、柳ゆり菜 1周回ったひな壇ゲスト 東貴博、山田美保子 1周回ったゲスト（スペシャルゲスト） 高嶋政伸 |                                    |
| 36 | 12月20日 | 今どきの芸能人代表 岡田結実、足立梨花、阿部桃子、岡井千聖、加藤諒、滝沢カレン、杜このみ、柳ゆり菜 1周回ったひな壇ゲスト 田中美奈子、藤本美貴、はなわ、山田美保子 1周回ったゲスト（スペシャルゲスト） アキラ100%、梅沢富美男、加藤一二三、藤田ニコル、ブルゾンちえみ、細川たかし、みやぞん（ANZEN漫才）、横山だいすけ、荻野目洋子                                                    | ※2時間スペシャル （19:00 - 20:54） |
| （12月27日は『1億人の大質問!?笑ってコラえて!年末4時間SP』〈19:00 - 22:54〉のため休止。） |          | |                                    |

#### 2018年
| 2018年 | 2018年   | 2018年 | 2018年                             |
| 回 | 放送日   | ゲスト | 備考                               |
| --- | -------- | --- | ---------------------------------- |
| （1月3日は『第五回 全日本歌唱力選手権歌唱王』〈18:30 - 22:54〉のため休止。） |          | |                                    |
| 37 | 1月10日  | 今どきの芸能人代表 岡田結実、阿部桃子、井上咲楽、加藤諒、河合郁人（A.B.C-Z）、菊地亜美、渡辺裕太 1周回ったひな壇ゲスト 柴田理恵、島崎和歌子、ビビる大木、山田美保子 1周回ったゲスト（スペシャルゲスト） 河相我聞、五大路子、渡辺美奈代 VTRゲスト 1周回って知らない平成元年                                                                                                 |                                    |
| （1月17日は『1億人の大質問!?笑ってコラえて!新年SP』〈19:00 - 20:54〉のため休止。） |          | |                                    |
| 38 | 1月24日  | 今どきの芸能人代表 岡田結実、河合郁人（A.B.C-Z）、菊地亜美 1周回ったひな壇ゲスト 島崎和歌子、ビビる大木、山田美保子 1周回ったゲスト（スペシャルゲスト） 森圭介、桝太一、辻岡義堂、徳島えりか、水卜麻美（いずれも日本テレビアナウンサー） |                                    |
| 39 | 1月31日  | 今どきの芸能人代表 岡田結実、菊地亜美、河合郁人（A.B.C-Z）、岡田紗佳 1周回ったひな壇ゲスト ビビる大木、山田美保子 1周回った人気スポット 小倉優子、ギャル曽根 1周回ったゲスト（スペシャルゲスト） ハリセンボン |                                    |
| 40 | 2月7日   | 今どきの芸能人代表 岡田結実、菊地亜美、鈴木福、町田啓太 1周回ったひな壇ゲスト 武田久美子、山田美保子 1周回ったゲスト（スペシャルゲスト） 荒川静香、村上佳菜子 VTRゲスト 1周回った平成2年編 |                                    |
| 41 | 2月14日  | 今どきの芸能人代表 岡田結実、菊地亜美、マリウス葉（Sexy Zone）、鈴木あきえ、林田真尋（フェアリーズ）、矢島愛弥 1周回ったひな壇ゲスト ビビる大木、井森美幸、山田美保子 1周回ったゲスト（スペシャルゲスト） 渡辺直美、出川哲朗、りゅうちぇる | ※2時間スペシャル （19:00 - 20:54） |
| （2月21日は『平昌オリンピック2018 スピードスケート男女団体パシュート決勝』〈19:55 - 22:54、19:00 - 19:55に『まもなくスピードスケート男女団体パシュート』も別途放送）のため休止。）                                                                  |          | |                                    |
| 42 | 2月28日  | 今どきの芸能人代表 岡田結実、IMALU、岡井千聖、濵田崇裕（ジャニーズWEST） 1周回ったひな壇ゲスト 柴田理恵、雛形あきこ、ナイツ、山田美保子 1周回ったゲスト（スペシャルゲスト） サンドウィッチマン VTRゲスト 池田美優 |                                    |
| 43 | 3月7日   | 今どきの芸能人代表 岡田結実、IMALU、平野紫耀（King & Prince） 1周回ったひな壇ゲスト 柴田理恵、雛形あきこ、山田美保子 1周回ったゲスト（スペシャルゲスト） 原晋、原美穂 |                                    |
| 44 | 3月14日  | 今どきの芸能人代表 岡田結実、河合郁人（A.B.C-Z）、菊地亜美 1周回ったひな壇ゲスト 東貴博、山田美保子 1周回ったゲスト（スペシャルゲスト） デヴィ・スカルノ |                                    |
| 45 | 3月21日  | 今どきの芸能人代表 岡田結実、岡井千聖、菊地亜美、福地桃子 1周回ったひな壇ゲスト 河相我聞、島崎和歌子、山田美保子、渡辺美奈代 1周回ったゲスト（スペシャルゲスト） 大竹しのぶ、研ナオコ、多岐川裕美、西岡徳馬、福士蒼汰 | ※2時間スペシャル （19:00 - 20:54） |
| （3月28日は『笑ってコラえて!桜満開SP』〈19:00 - 20:54〉のため休止。） |          | |                                    |
| 46 | 4月4日   | 今どきの芸能人代表 岡田結実、岡井千聖、加藤ナナ、平祐奈、矢島愛弥 1周回ったひな壇ゲスト 島崎和歌子、田村亮（ロンドンブーツ1号2号）、山田美保子 1周回ったゲスト（スペシャルゲスト） 岩田剛典、くっきー（野性爆弾）、アキラ100%、福島善成（ガリットチュウ）、サンシャイン池崎、ひょっこりはん VTRゲスト 小倉優子、ギャル曽根、IKKO                                           | ※2時間スペシャル （19:00 - 20:54） |
| （4月11日は『笑ってコラえて!4月祭りSP』〈19:00 - 20:54〉のため休止。） |          | |                                    |
| 47 | 4月18日  | 今どきの芸能人代表 岡田結実、河合郁人（A.B.C-Z）、矢島愛弥 1周回ったひな壇ゲスト 田中律子、山田美保子 1周回ったゲスト（スペシャルゲスト） 藤井貴彦（日本テレビアナウンサー）、陣内貴美子、小山慶一郎（NEWS）、小正裕佳子、ラルフ鈴木（日本テレビアナウンサー）、 岩本乃蒼（日本テレビアナウンサー）                                                                        |                                    |
| 48 | 4月25日  | 今どきの芸能人代表 岡田結実、滝沢カレン 1周回ったひな壇ゲスト 鈴木亜美、鈴木紗理奈、山田美保子 1周回ったゲスト（スペシャルゲスト） TRF（YU-KI、SAM、DJ KOO）、いしだ壱成、河相我聞、保阪尚希 VTRゲスト 池田美優、渡辺裕太、ヨネスケ |                                    |
| （5月2日は『笑ってコラえて!学びSP』〈19:00 - 20:54〉のため休止。） |          | |                                    |
| 49 | 5月9日   | 今どきの芸能人代表 岡田結実、滝沢カレン 1周回ったひな壇ゲスト 鈴木亜美、鈴木紗理奈、二子山親方、山田美保子 1週回った平成ゲスト（スペシャルゲスト） いしだ壱成、河相我聞、保阪尚希 1周回って知らないアンパンマンゲスト（スペシャルゲスト） 戸田恵子、中尾隆聖、島本須美、柳沢三千代、杏、アンジャッシュ                                                                     |                                    |
| 50 | 5月16日  | 今どきの芸能人代表 岡田結実、IMALU、藤田ニコル、町田啓太（劇団EXILE）、矢島愛弥 1周回ったひな壇ゲスト 浅香唯、柴田理恵、千秋、山田美保子、LINA（MAX）、渡辺美奈代 1周回ったゲスト（スペシャルゲスト） 斉藤由貴、野村将希、布川敏和、マーク・パンサー、知念里奈、新妻聖子                                                                                                   | ※2時間スペシャル （19:00 - 20:54） |
| 51 | 5月23日  | 今どきの芸能人代表 岡田結実、菊地亜美、マリウス葉（Sexy Zone） 1周回ったひな壇ゲスト 柴田理恵、山田美保子 1周回ったゲスト（スペシャルゲスト） 安東弘樹、大橋未歩、羽鳥慎一 |                                    |
| 52 | 5月30日  | 今どきの芸能人代表 岡田結実、朝日奈央、岡井千聖、加藤諒 1周回ったひな壇ゲスト 井森美幸、山田美保子 1周回ったゲスト（スペシャルゲスト） 石塚英彦、ギャル曽根、坂田陽子、池田沙絵美、尾花貴絵、井上貴美 VTRゲスト 中村静香、渡辺裕太、ヨネスケ |                                    |
| （6月6日は『笑ってコラえて!6月祭』〈19:00 - 20:54〉のため休止。） |          | |                                    |
| 53 | 6月13日  | 今どきの芸能人代表 岡田結実、朝日奈央、岡井千聖、加藤諒、菊地亜美 1周回ったひな壇ゲスト 井森美幸、田中律子、山田美保子、ラルフ鈴木（日本テレビアナウンサー） 1周回ったゲスト（スペシャルゲスト） 福田正博、前園真聖、城彰二、丸山桂里奈、潮田玲子、畑野ひろ子 VTRゲスト 小倉優子、ギャル曽根                                                                               |                                    |
| 54 | 6月20日  | 今どきの芸能人代表 岡田結実、朝日奈央、岡井千聖、加藤諒 1周回ったひな壇ゲスト 田中律子、山田美保子 1周回ったゲスト（スペシャルゲスト） 石黒彩、飯田圭織、福田明日香、保田圭、矢口真里、吉澤ひとみ、辻希美、高橋愛、新垣里沙 VTRゲスト 尼神インター、アンゴラ村長（にゃんこスター）                                                                                         |                                    |
| 55 | 6月27日  | 今どきの芸能人代表 岡田結実、佐野ひなこ、ユースケ（超特急） 1周回ったひな壇ゲスト 東貴博、山田美保子 1周回ったゲスト（スペシャルゲスト） 渡辺美奈代、佐藤仁美、豊田エリー、河北麻友子 |                                    |
| 56 | 7月4日   | 今どきの芸能人代表 岡田結実、井上咲楽、加藤ナナ、河合郁人、滝沢カレン、濱田崇裕（ジャニーズWEST） 1周回ったひな壇ゲスト 清水ミチコ、はなわ、山田美保子 1周回ったゲスト（スペシャルゲスト） 黒柳徹子、中尾彬、池波志乃、高嶋政宏、シルビア・グラブ、魔裟斗、矢沢心 VTRゲスト 石原さとみ、袴田吉彦                                                                           | ※2時間スペシャル （19:00 - 20:54） |
| （7月11日は『笑ってコラえて!23年目突入SP』〈19:00 - 20:54〉のため休止。） |          | |                                    |
| 57 | 7月18日  | 今どきの芸能人代表 岡田結実、須田亜香里（SKE48）、ユースケ（超特急） 1周回ったひな壇ゲスト 山崎弘也（アンタッチャブル）、山田美保子 1周回ったゲスト（スペシャルゲスト） 高嶋ちさ子 VTRゲスト 超特急 |                                    |
| 58 | 7月25日  | 今どきの芸能人代表 岡田結実、佐藤寛太（劇団EXILE）、須田亜香里（SKE48）、ユースケ（超特急） 1周回ったひな壇ゲスト 渡辺美奈代、山田美保子 1周回ったゲスト（スペシャルゲスト） 野沢直子、木根尚登、マーク・パンサー |                                    |
| （8月1日は『笑ってコラえて!夏祭りSP』〈19:00 - 20:54〉のため休止。） （8月8日は『Fun!BASEBALL!!「巨人×阪神」』〈19:00 - 20:54〉のため休止。） |          | |                                    |
| 59 | 8月15日  | 今どきの芸能人代表 岡田結実、佐伯大地、藤田ニコル、渡辺裕太 1周回ったひな壇ゲスト 山田美保子 1周回ったゲスト（スペシャルゲスト） 岸博幸、杉山愛、武井壮、立川志らく、モーリー・ロバートソン VTRゲスト IKKO、山崎弘也（アンタッチャブル） |                                    |
| 60 | 8月22日  | 今どきの芸能人代表 岡田結実、河合郁人（A.B.C-Z）、菊地亜美 1周回ったひな壇ゲスト 柴田理恵、山田美保子 1周回ったゲスト（スペシャルゲスト） 出川哲朗、羽鳥慎一、みやぞん（ANZEN漫才）、佐藤勝利（Sexy Zone）、水卜麻美（日本テレビアナウンサー） 1周回った鳥人間コンテスト（VTRゲスト） グイグイ調査隊（井森美幸、浜口順子、足立梨花、和田アキ子、石原さとみ）               | ※2時間スペシャル （19:00 - 20:54） |
| （8月29日は『Iwataniスペシャル 鳥人間コンテスト2018』〈読売テレビ制作、19:00 - 20:54〉のため休止。） |          | |                                    |
| 61 | 9月5日   | 今どきの芸能人代表 岡田結実、岡井千聖、中川知香 1周回ったひな壇ゲスト 島崎和歌子、山田美保子 1周回ったゲスト（スペシャルゲスト） 石原良純、東出昌大、矢部太郎（カラテカ） |                                    |
| 62 | 9月12日  | 今どきの芸能人代表 岡田結実、岡井千聖、中川知香 1周回ったひな壇ゲスト 島崎和歌子、山崎弘也（アンタッチャブル）、山田美保子 1周回ったゲスト（スペシャルゲスト） DA PUMP 1周回った検証企画 丸山桂里奈 |                                    |
| （9月19日・26日は改編期特番のため休止。） |          | |                                    |
| 63 | 10月3日  | 今どきの芸能人代表 岡田結実、岡井千聖、河合郁人（A.B.C-Z）、福田愛依 1周回ったひな壇ゲスト 武田修宏、山崎弘也（アンタッチャブル）、山田美保子 1周回ったゲスト（スペシャルゲスト） 高嶋ちさ子、田中圭、遠藤憲一 | ※2時間スペシャル （19:00 - 20:54） |
| （10月10日は『笑ってコラえて!10月3時間SP』〈19:00 - 21:54〉のため休止。） |          | |                                    |
| 64 | 10月17日 | 今どきの芸能人代表 岡田結実、朝日奈央、濱田龍臣 1周回ったひな壇ゲスト 山崎弘也（アンタッチャブル）、山田美保子 1周回ったゲスト（スペシャルゲスト） 福士蒼汰 VTRゲスト 加藤諒、須賀健太、三倉茉奈 |                                    |
| （10月24日は『グレートコネクション』〈19:00 - 20:54〉のため休止。） （10月31日は『SMBC日本シリーズ2018・第4戦「ソフトバンク×広島」〈18:30 - 22:09〉のため休止。） （11月7日は『笑ってコラえて!カラダWEEKスペシャル』〈19:00 - 20:54〉のため休止。） |          | |                                    |
| 65 | 11月14日 | 今どきの芸能人代表 岡田結実、岡井千聖、中村江里子 1周回ったひな壇ゲスト 山田美保子 1周回ったゲスト（スペシャルゲスト） 河村亮、森富美、森圭介、桝太一、梅澤廉、市來玲奈、岩田絵里奈、篠原光（いずれも日本テレビアナウンサー） |                                    |
| 66 | 11月21日 | 今どきの芸能人代表 岡田結実、藤田ニコル、エリカ・マリナ姉妹、福田愛依、矢島愛弥 1周回ったひな壇ゲスト 鈴木奈々、武田修宏、本田武史、山崎弘也（アンタッチャブル）、山田美保子 1周回ったゲスト（スペシャルゲスト） 村上佳菜子、アムラ、神奈月、小坂なおみ、じゅんいちダビッドソン、羽生ゆずれない、原口あきまさ、 ホリ、メルヘン須長、横澤夏子、田中圭、山崎育三郎、新妻聖子 | ※2時間スペシャル （19:00 - 20:54） |
| （11月28日は『日テレ系音楽の祭典 ベストアーティスト2018』〈19:00 - 21:54〉のため休止。） （12月5日は『笑ってコラえて!冬SP』〈19:00 - 21:54〉のため休止。） （12月12日は『世界で笑いと驚きが起きた瞬間300連発!?』〈19:00 - 21:54〉のため休止。）     |          | |                                    |
| 67 | 12月19日 | 今どきの芸能人代表 岡田結実、岡井千聖、小坂なおみ、藤田ニコル 1周回ったひな壇ゲスト 鈴木奈々、山崎弘也（アンタッチャブル）、山田美保子 1周回ったゲスト（スペシャルゲスト） 城島茂（TOKIO）、新妻聖子、山崎育三郎 VTRゲスト 鈴木奈々、ブリリアン、丸山桂里奈 | ※2時間スペシャル （19:00 - 20:54） |
| （12月26日は『笑ってコラえて!年末4時間SP』〈19:00 - 22:54〉のため休止。） |          | |                                    |

#### 2019年
| 2019年                                                            | 2019年  | 2019年 | 2019年                             |
| 回                                                                | 放送日  | ゲスト | 備考                               |
| ----------------------------------------------------------------- | ------- | --- | ---------------------------------- |
| （1月2日・9日は年始特番のため休止。）                             |         | |                                    |
| 68                                                                | 1月16日 | 今どきの芸能人代表 岡田結実、岡井千聖、加藤諒、菊地亜美、小坂なおみ、髙橋ひかる 1周回ったひな壇ゲスト 熊田曜子、山崎弘也（アンタッチャブル）、山田美保子 1周回ったゲスト（スペシャルゲスト） 平野早矢香、沢松奈生子、コシノジュンコ、水谷隼                        |                                    |
| 69                                                                | 1月23日 | 今どきの芸能人代表 岡田結実、加藤諒、菊地亜美、栗原類、小芝風花、高橋ひかる 1周回ったひな壇ゲスト 熊田曜子、山崎弘也（アンタッチャブル）、山田美保子 1周回ったゲスト（スペシャルゲスト） 大泉洋（TEAM NACS）、滝沢カレン、羽野晶紀、東原亜希、雛形あきこ、藤本美貴 | ※2時間スペシャル （19:00 - 20:54） |
| 70                                                                | 1月30日 | 今どきの芸能人代表 岡田結実、菊地亜美 1周回ったひな壇ゲスト 山崎弘也（アンタッチャブル）、山田美保子 1周回ったゲスト（スペシャルゲスト） 大和田伸也、神田うの、小柳ルミ子 VTRゲスト IZAM、三井ゆり                                                                 |                                    |
| 71                                                                | 2月6日  | 今どきの芸能人代表 岡田結実、岡井千聖、加藤諒、菊地亜美、小芝風花 1周回ったひな壇ゲスト 山崎弘也（アンタッチャブル）、山田美保子 1周回ったゲスト（スペシャルゲスト） 坂本冬美、高橋洋子、一青窈 VTRゲスト ザ・たっち、美木良介、ビリー・ブランクス                 |                                    |
| 72                                                                | 2月13日 | 今どきの芸能人代表 岡田結実、加藤諒、谷まりあ、矢島愛弥 1周回ったひな壇ゲスト 井森美幸、山田美保子 1周回ったゲスト（スペシャルゲスト） 高橋一生、古市憲寿 |                                    |
| （2月20日は『笑ってコラえて!冬SP』〈19:00 - 20:54〉のため休止。） |         | |                                    |
| 73                                                                | 2月27日 | 今どきの芸能人代表 岡田結実、岡井千聖、小坂なおみ 1周回ったひな壇ゲスト 新田恵利、山崎弘也（アンタッチャブル）、山田美保子 1周回ったゲスト（スペシャルゲスト） 指原莉乃、大神いずみ、木佐彩子、永井美奈子、中野美奈子、渡辺真理                                    | ※2時間スペシャル （19:00 - 20:54） |
| 74                                                                | 3月6日  | 今どきの芸能人代表 井上咲楽、岡井千聖、河合郁人（A.B.C-Z）、小芝風花 1周回ったひな壇ゲスト 山田美保子 1周回ったゲスト（スペシャルゲスト） サンドウィッチマン |                                    |

## ネット局
| 放送対象地域   | 放送局                    | 系列                          | 放送日時           | ネット状況 |
| -------------- | ------------------------- | ----------------------------- | ------------------ | ---------- |
| 関東広域圏     | 日本テレビ（NTV）         | 日本テレビ系列                | 水曜 19:00 - 19:56 | 制作局     |
| 北海道         | 札幌テレビ（STV）         | 日本テレビ系列                | 水曜 19:00 - 19:56 | 同時ネット |
| 青森県         | 青森放送（RAB）           | 日本テレビ系列                | 水曜 19:00 - 19:56 | 同時ネット |
| 岩手県         | テレビ岩手（TVI）         | 日本テレビ系列                | 水曜 19:00 - 19:56 | 同時ネット |
| 宮城県         | ミヤギテレビ（MMT）       | 日本テレビ系列                | 水曜 19:00 - 19:56 | 同時ネット |
| 秋田県         | 秋田放送（ABS）           | 日本テレビ系列                | 水曜 19:00 - 19:56 | 同時ネット |
| 山形県         | 山形放送（YBC）           | 日本テレビ系列                | 水曜 19:00 - 19:56 | 同時ネット |
| 福島県         | 福島中央テレビ（FCT）     | 日本テレビ系列                | 水曜 19:00 - 19:56 | 同時ネット |
| 山梨県         | 山梨放送（YBS）           | 日本テレビ系列                | 水曜 19:00 - 19:56 | 同時ネット |
| 新潟県         | テレビ新潟（TeNY）        | 日本テレビ系列                | 水曜 19:00 - 19:56 | 同時ネット |
| 長野県         | テレビ信州（TSB）         | 日本テレビ系列                | 水曜 19:00 - 19:56 | 同時ネット |
| 静岡県         | 静岡第一テレビ（SDT）     | 日本テレビ系列                | 水曜 19:00 - 19:56 | 同時ネット |
| 富山県         | 北日本放送（KNB）         | 日本テレビ系列                | 水曜 19:00 - 19:56 | 同時ネット |
| 石川県         | テレビ金沢（KTK）         | 日本テレビ系列                | 水曜 19:00 - 19:56 | 同時ネット |
| 福井県         | 福井放送（FBC）           | 日本テレビ系列 テレビ朝日系列 | 水曜 19:00 - 19:56 | 同時ネット |
| 中京広域圏     | 中京テレビ（CTV）         | 日本テレビ系列                | 水曜 19:00 - 19:56 | 同時ネット |
| 近畿広域圏     | 読売テレビ（ytv）         | 日本テレビ系列                | 水曜 19:00 - 19:56 | 同時ネット |
| 鳥取県・島根県 | 日本海テレビ（NKT）       | 日本テレビ系列                | 水曜 19:00 - 19:56 | 同時ネット |
| 広島県         | 広島テレビ（HTV）         | 日本テレビ系列                | 水曜 19:00 - 19:56 | 同時ネット |
| 山口県         | 山口放送（KRY）           | 日本テレビ系列                | 水曜 19:00 - 19:56 | 同時ネット |
| 徳島県         | 四国放送（JRT）           | 日本テレビ系列                | 水曜 19:00 - 19:56 | 同時ネット |
| 香川県・岡山県 | 西日本放送（RNC）         | 日本テレビ系列                | 水曜 19:00 - 19:56 | 同時ネット |
| 愛媛県         | 南海放送（RNB）           | 日本テレビ系列                | 水曜 19:00 - 19:56 | 同時ネット |
| 高知県         | 高知放送（RKC）           | 日本テレビ系列                | 水曜 19:00 - 19:56 | 同時ネット |
| 福岡県         | 福岡放送（FBS）           | 日本テレビ系列                | 水曜 19:00 - 19:56 | 同時ネット |
| 長崎県         | 長崎国際テレビ（NIB）     | 日本テレビ系列                | 水曜 19:00 - 19:56 | 同時ネット |
| 熊本県         | くまもと県民テレビ（KKT） | 日本テレビ系列                | 水曜 19:00 - 19:56 | 同時ネット |
| 大分県         | テレビ大分（TOS）         | 日本テレビ系列 フジテレビ系列 | 水曜 19:00 - 19:56 | 同時ネット |
| 鹿児島県       | 鹿児島読売テレビ（KYT）   | 日本テレビ系列                | 水曜 19:00 - 19:56 | 同時ネット |
| 沖縄県         | 沖縄テレビ（OTV）         | フジテレビ系列                | 火曜 15:50 - 16:50 | 遅れネット |

## スタッフ

### パイロット版〜レギュラー時代
※=レギュラー版から加入
- 企画・演出：内田秀実
- 構成：林田晋一/木南広明（木南→※）、前原卓磨、深田憲作 / 桜井慎一
- 美術：栗原和也（栗原→※）
- デザイン：北村春美
- TM：望月達史（望月→一時離脱→復帰、※）
- SW：村上和正、三井隆裕、村松明（三井・村松→※）（週替り）
- CAM：加美山稔（第5回）、榎本丈之、岡田勇輝、渡辺滋雄、西阪康史、伊藤孝浩（榎本～伊藤→※）、日向野崇（日向野→第1 - 4回・※）（週替り）
- MIX：白水英国、依田真和、木本文子（依田・木本→※）（週替り）
- VE：三崎美貴（第5回・※）、佐久間治雄、石山実（佐久間→第3,4回・※、石山→※）（週替り）
- 照明：高星武志、真壁弘（2人共→※）（週替り）
- 音効：岡田淳一
- モニター：ミジェット
- CG：古川滋彦
- リサーチ：原田麻由、松嶋瑞妃（2人共→※）
- 編集：佐藤貴之、新井亮太（2人共→※）（週替り）
- MA：山本宗太（第4回）、島崎敏晴、安河内隆文、梶山恭一、村上敏之（4人共→※）（週替り）
- 美術協力：日本テレビアート
- 技術協力：NiTRo、イカロス(第1〜3,5回)
- TK：山際慎子
- デスク：前原美奈都（前原→※）
- 演出補：砂川隼樹（第3〜5回）、中村勇貴（第3,5回）、小野喬（第4,5回）、堀越丈司、井上貴美子、松若和征、徳永高、伊東真美、遠藤航哉、今井希、堤駿介、加治皓希、杉本百合、日尾野穂乃香、白井薫、平田祐介、藪弘貴、森島樹、藤井千裕、小椋美沙、阪本裕太、加藤汐音、千石真子、及川直将、中山和樹、五十嵐崇之、古田ほなみ、佐藤梨奈、菅原まど香、森仁美（堀越～平田・森島～森→共に※、藪→第5回）（週替り）
- 制作進行：篠田雅美
- ディレクター：高橋公彦（第4回）、飯高昌宏（第2回）、吉田陵（※）、村松佑亮（第5回）、高橋政光、小野亮太（第2回時は演出補）、坂上拓生、鈴木章浩、石坂啓人、師岡靖成、矢野昭彦、渡邉志保、間篠高行、平野玲二、山浦太郎、村田欣也、中村誠二、松井一樹、財津猛(毅)、黒石岳志、辻直記、杉浦裕樹、守屋茂員、加藤昌義、梅津聡真、佐川陽亮、藤戸星妃、町田亘、増田貴也、藤野智光、籾山裕太、長縄亮、ソネタマエ、斉藤芳之、鶴巻昌宏、佐々木文恵、須藤拓也、小倉卓、鈴木大介、吉田慶介、雨宮佑介、鈴木大二郎、福井義典、薮原涼介、岩田徹、酒巻正幸、平林淳、齋藤健太、津宏典、水野将仁、石井和章（坂上～師岡・間篠～山浦・中村～石井→※、矢野・渡邉・村田→第5回、齋藤→以前は演出補）（週替り）
- 演出：中山準士/作井正浩（作井→第3回）、八島崇行、鈴木守（※）、森伸太郎（※）、有田駿介（第5回・※時はディレクター）（作井・八島→特番時はディレクター）
- アシスタントプロデューサー：水野優子、岩田裕美、山本恭代、岩崎裕子、小坂道洋（小坂→第2回）、由茅奈保美、後藤清美、加藤和恵、岡田実樹、直原史歩、成田早紀、亀井幸恵（水野〜亀井→※、直原→以前は演出補）（週替り）
- プロデューサー：原司（原→2016年12月7日 - 、第4回・※初期は編成）／杉田文彦、佐藤愛（佐藤→以前はアシスタントプロデューサー）、神尾育代、本間正幸、宇和川隆、合田伊知郎（合田→2017年12月13日 - ）、中島小恵理（神尾・宇和川・合田・中島→共に※）
- 統轄プロデューサー：三觜雅人（2017年12月13日 - 、※）
- チーフプロデューサー：遠藤正累
- 制作協力：アンメック、いまじん（いま→第2回 - ）、オンリー・ワン、オフィスぼくら（オンリー・オフィス→※）
- 製作著作：日本テレビ

### 復活特番
- 企画・演出：内田秀実
- 構成：林田晋一 / 桜井慎一
- 美術：高野泰人（第8回-）
- デザイン：北村春美
- TM：山口裕司（第15回-）
- SW：三井隆裕（第4,5,8-10,12,13,16,18回-）
- CAM：伊藤孝浩（第1,2,4-11,13回-、LDは第4回）
- MIX：木本文子（第18回-）
- VE：喜屋武寛之（第19回）
- LD：渡邉知夏（第16回-）
- モニター：ミジェット
- CG：古川滋彦
- 音効：岡田淳一
- TK：山際慎子
- リサーチ：福田光利（リベラス、第18回-）
- 編集：須川浩之（第17回-）、中野政幸（第19回）
- MA：堀口誠（第19回）
- 美術協力：日テレアート
- 技術協力：NiTRO、ヌーベルアージュ（ヌーベル→第17回-）
- 制作進行：篠田雅美
- デスク：齊藤智美（第4回-）
- ディレクター：齋藤健太（第1,3回-）、鶴巻昌宏（第4,19回）、雨宮佑介（第1,3,6,9,11,12,18回-）、砂川隼樹（第4回-、第3回までは演出補）、柏田雄二（第19回）、見崎陽亮（第19回）、島袋亮太（第19回）、水野将仁（第19回）/伊藤大貴（第18回-）、重光茉並（第19回）、長谷川龍覇（第19回）、江尻公華（第19回）
- 演出：中山準士（第1-6,8,11回-、第7,9回はディレクター）、財津猛（第2,17回-、第1,3-8,10-12,15回はディレクター）
- プロデューサー：田中俊光（第14回-）、劉雅莎（第18回-） / 杉田文彦（第1回-）、柴奈保子（第9回-）、久石悠子（第19回、第6回はAP）、栄永英幸（第19回）、中村紀史（第19回）、塚本和也（第19回）、宇和川隆（第1回-）、神尾育代（第1回-）、岡田実樹（第8回-、第1-7回はAP）
- CP：原司（第17回-、第1回はプロデューサー、第2-7回は統轄プロデューサー、第8-16回はチーフ・プロデューサーと表記）
- 制作協力：いまじん（第1回-）、passion（第16回-）
- 製作著作：日本テレビ

### 過去のスタッフ

#### パイロット版〜レギュラー時代
- 構成：佐藤大地（第3回まで）
- 美術：大川明子
- TM：江村多加司（第5回まで）、小椋敏宏、今村公威（小椋・今村→※共に途中まで）
- VE：山口考志（第2回）
- 照明：小川勉（第2,5回）、木村弥史（第3回)、加藤恵介（第4回）
- リサーチ：菅原秀典（菅原→第4,5回、リベラス）、鳥居朗江（鳥居→※）
- 編集：加納敏行（第3回まで）、森岡佑次（第4回）、金児良介（第5回）
- MA：井坂拓人（第5回）、安河内隆文（第11回）
- 音効：古川市都（第2回）
- 技術協力：麻布プラザ（第4回）、ヌーベルアージュ（第5回）
- 宣伝：玉造昌和（第2回）、立柗典子（第3回）、三瓶篤樹（三瓶→※途中まで）
- 営業：梶本眞子（※）
- 編成：舟津宜史（第4回）、菅結子（※）
- 営業：中村圭吾（第5回）
- デスク：近藤由衣
- 演出補：小嶋克也、伊藤琴美、辻直記（第2回）、樫尾魁、小林裕樹、長谷川智也、大元健（第3回）、杉浦祐樹、手嶋晶太、三村美絵（第4回）、西田周平、加治皓希
- ディレクター：太田大介（第2回）、田口マサキ、中山健志（第3回）、下条寛子（第4回）、高橋左和巳（高橋左→第2,4,5回）、杉本泰規（第5回）
- アシスタントプロデューサー：横須賀淳（第2回）
- プロデューサー：笠原大輔、小林拓弘（小林→2017年6月14日 - 8月16日）、佐藤俊一（佐藤→※）
- 統轄プロデューサー：瓜生健（第5回、※途中まで）

#### 復活特番
- 構成：木南広明（第1,2回）、前原卓磨（第1-4回）、深田憲作（第1,2,4回）
- TM：望月達史（第1-13回）、渡邊勇二（第4回）、吉松耕司（第14回）
- SW：村松明（第1-3,6,11,14.15,17,18回）、米田博之（第7回）
- CAM：榎本丈之（第3回）、池田純哉（第12回）
- MIX：白水英国（第1-3,7-18回）、依田真和（第2,4-6回）
- VE：佐久間治雄（第1-6,8,9,12回）、向山江梨佳（第7,10,11,13回）、笈川太（第14,18回）、山口考志（第15-17回）
- LD：高星武志（第1-3,5-15回）
- 美術：栗原和也（第1-7回）
- リサーチ：松嶋瑞妃（第1回）、原田麻由（第2回）、大森智仁（第4-17回）
- 編集：佐藤貴之（第1-14回）、新井亮太（第1-3,5-13回）、皆吉秀実（第4,15回）、川尻一弘（第14回）、加納敏行（第15回）、佐々木智司（第16回）、増田功紀（第17,18回）
- MA：山本宗太（第1,2,6,8-10,13,14回）、島崎敏晴（第3回）、船木拓也（第4,5回）、梶山恭一（第7回）、村上敏之、古谷栄美（共に第12回）、安河内隆文（第15-18回）
- 技術協力：イカロス
- デスク：前原美奈都（第3回まで）
- 演出補：加藤汐音（第1回）、小椋美沙（第1-6回）、森仁美（第1,2回）、白井薫（第1-3,5回）、堤駿介（第1-7回）、羽隅光（第2,4回）、及川直将（第2回）、立川春樹（第4,6,7回）、李世撛（第5回）、赤石美希、和田もも子（赤石・和田→第7回）
- AP：亀井幸恵（第1回）、高島千春、佐藤由美、廣瀬莉子（高島・佐藤・廣瀬→第2回）、中田容子（第4回）、藤森彩夏、友枝あす香（藤森・友枝→第5回）、大野もも（第7回）
- ディレクター：佐々木文恵（第1回）、平野玲二、小倉卓（平野・小倉→第3回まで）、小野亮太（第1,2回）、佐川陽亮（第1-7,10-18回）、福井義典、本道英門（福井・本道→第2回）、村松佑亮（第2,6回）、町田亘、小平翔之介（町田・小平→第4回）、石坂啓人（第4-6,10,11回）、森島樹（第4-18回、第3回までは演出補）、下条寛子、五十棲崇之（下条・五十棲→第5回）、梶屋奈津美（第8回）、長縄亮（第10回）、唐川海咲（第10,11回）、山嶋将義、長谷川智也（山嶋・長谷川→第11回）、伊藤泰助（第11-15回、第4回は演出補）、杉本諭久（第12-15回）、吉村大輝（第12-18回）、長谷部雄人（第13,15回）、田中友洋（第15回、第12-14回は演出）、辰巳洋平（第15-18回）、村田欣也（第15,16,18回）、西出凌太朗（第16回）、井上恭輔（第17,18回、第7回は演出補）、田畑紗耶香（第17,18回）/ 冨谷美友、工藤茜音、木村勇太（冨谷・工藤・木村→第9回）、笠井さとみ、石井紀香（共に第9,10回、笠井→第6回は演出補）、冨田栞里（第9,11回）、磯部衣世、福地智也、鷲尾亮輔（磯部・福地・鷲尾→第10回）、出川瞭吾（第11回）、鈴木真莉菜（第11,12,14回）、滝口奏（第12回）、村田瑞季（第12,15回）、古川右起、吉元達哉、川越美沙（古川・吉元・川越→第13回）、佐藤瑠唯（第14回）、神田有紀、内藤萌（神田・内藤→第14,15回）、間嶋涼太、坂根道紀、野田理紗子、高橋恭依、志羅山美由紀（間嶋・坂根・野田・高橋・志羅山→第16回）、石井柊、諸角諒、井上雄太、永井玲名、齋藤慎之介（石井・諸角・井上雄・永井・齋藤慎→第17回）、松下怜里（第17,18回）、綱島隼斗（第18回）
- 演出：鈴木守（第1,2回）、八島崇行（第1,2,4,5回）、有田駿介（第1-6,16-18回、第7回はディレクター）、作井正浩（第2,8-10回、第7回はディレクター）、岩本智也（第4,6回）、河村哲平（第12,15,16回、第13,14回はディレクター）、渡辺邦宏（第13-15回、第10,11回は邦弘名義）
- プロデューサー：合田伊知郎（第1回）、佐藤俊一（第1-8回）、中島小恵理（第1,2,4-8回）、浦田祐一郎（第10回）、大森亮平、染谷薫（大森・染谷→第12-15回）、輿石将大（第16-18回）、田中麻梨紗、今野舞紀（共に第17,18回）
- 統轄プロデューサー：三觜雅人（第1回）、武末大作（第11-13回、第8-10回はプロデューサー）
- チーフプロデューサー：遠藤正累（第1回）、倉田忠明（第2-7回）
- 制作協力：オンリー・ワン（第1-7回）、アンメック（第1-8回）、創輝（第10回）、クリーク・アンド・リバー社（第11-15回）

## パロディ番組
- めちゃ×2イケてるッ!（フジテレビ） - 2017年9月16日放送分で岡村オファーが来ましたシリーズの「2周回って知らないオファーの話」[8] や同年12月31日放送分（関東ローカル枠）にて中居&ナイナイの「10周回って知らない話」[9] という歴史を振り返るコーナーを放送。MCは原口あきまさ（本家の東野のモノマネをした）。なお、東野は『旅猿』でも岡村と共演している。